# Расс Блінко
Расс Блінко (англ. Russ Blinco, нар. 12 березня 1906, Гранд-Мере — пом. 28 червня 1982, Бедфорд) — канадський хокеїст, що грав на позиції центрального нападника.
Володар Кубка Стенлі. 

## Ігрова кар'єра
Хокейну кар'єру розпочав 1926 року.
Протягом професійної клубної ігрової кар'єри, що тривала 8 років, захищав кольори команд «Чикаго Блек Гокс» та «Монреаль Марунс».
Виступав у матчі пам'яті Гові Моренца 2 листопада 1937 року.
Загалом провів 287 матчів у НХЛ, включаючи 19 ігор плей-оф Кубка Стенлі.

## Нагороди та досягнення
- Пам'ятний трофей Колдера — 1934.
- Володар Кубка Стенлі в складі «Монреаль Марунс» — 1935.

## Статистика
| Сезон        | Клуб                 | Ліга         | Регулярний сезон | Регулярний сезон | Регулярний сезон | Регулярний сезон | Регулярний сезон | Плей-оф | Плей-оф | Плей-оф | Плей-оф | Плей-оф |
| Сезон        | Клуб                 | Ліга         | І                | Г                | П                | О                | ШХ               | І       | Г       | П       | О       | ШХ      |
| ------------ | -------------------- | ------------ | ---------------- | ---------------- | ---------------- | ---------------- | ---------------- | ------- | ------- | ------- | ------- | ------- |
| 1926–27      | Університет Макгілла | MCHL         | 9                | 0                | 1                | 1                | 0                | —       | —       | —       | —       | —       |
| 1928–29      | «Гранд-Мере Марунс»  | PIHL         | 5                | 4                | 0                | 4                | 2                | —       | —       | —       | —       | —       |
| 1932–33      | «Віндзор Бульдогс»   | ІХЛ          | 28               | 13               | 10               | 23               | 12               | —       | —       | —       | —       | —       |
| 1932–33      | «Спрингфілд Індіанс» | КАХЛ         | 13               | 2                | 2                | 4                | 0                | —       | —       | —       | —       | —       |
| 1933–34      | «Віндзор Бульдогс»   | ІХЛ          | 16               | 6                | 5                | 11               | 4                | —       | —       | —       | —       | —       |
| 1933–34      | «Монреаль Марунс»    | НХЛ          | 31               | 14               | 9                | 23               | 2                | 4       | 0       | 1       | 1       | 0       |
| 1934–35      | «Монреаль Марунс»    | НХЛ          | 48               | 13               | 14               | 27               | 4                | 7       | 2       | 2       | 4       | 2       |
| 1935–36      | «Монреаль Марунс»    | НХЛ          | 46               | 13               | 10               | 23               | 10               | 3       | 0       | 0       | 0       | 0       |
| 1936–37      | «Монреаль Марунс»    | НХЛ          | 48               | 6                | 12               | 18               | 2                | 5       | 1       | 0       | 1       | 2       |
| 1937–38      | «Монреаль Марунс»    | НХЛ          | 47               | 10               | 9                | 19               | 4                | —       | —       | —       | —       | —       |
| 1938–39      | «Чикаго Блек Гокс»   | НХЛ          | 48               | 3                | 12               | 15               | 2                | —       | —       | —       | —       | —       |
| Усього в НХЛ | Усього в НХЛ         | Усього в НХЛ | 268              | 59               | 66               | 125              | 24               | 19      | 3       | 3       | 6       | 4       |